# Kirby: Planet Robobot
Kirby: Planet Robobot is een computerspel dat werd ontwikkeld door HAL Laboratory en uitgegeven door Nintendo in 2016 voor de Nintendo 3DS. Het is een actiespel en platformspel, en is het vijftiende spel in de Kirby-spelserie.
In 2017 kwamen twee uitgebreide versies van twee minispellen als gratis download verkrijgbaar in de Nintendo eShop. Dit zijn Team Kirby Clash Deluxe en Kirby's Blowout Blast.

## Spel
Planet Robobot volgt een vergelijkbare gameplay-stijl in de eerdere 3DS-titel, Triple Deluxe, waarbij de mogelijkheden van 3D worden gebruikt om Kirby te bewegen tussen meerdere lagen in het speelveld.
Kirby kan vijanden inhaleren of opzuigen om hiermee hun krachten te kopiëren. Extra mogelijkheden en voorwerpen kunnen verkregen worden door het inlezen van sommige amiibo.
Nieuw in dit spel zijn de mechapakken die Kirby kan besturen, en waarmee grote vijanden verslagen kunnen worden, of om zware voorwerpen op te tillen. In het veld zijn Code Cubes verborgen, die benodigd zijn om verder te komen in het spel.